# Asche zu Asche
«Asche zu Asche» es un sencillo del grupo de Metal industrial alemán Rammstein extraído del disco Herzeleid (1995). Contiene también cinco temas interpretados en directo incluidos en su álbum de 1999 Live aus Berlin. Sólo fue comercializado en Australia, como parte de la promoción de la edición de 2001 del festival Big Day Out, en la que participaba la banda germana.
En la portada se distingue el micrófono de Paul Landers en llamas. En las interpretaciones en vivo de la canción los micrófonos de los guitarristas empiezan a arder.

## Significado
La frase Asche zu Asche (en castellano "ceniza a la ceniza") procede de una fórmula litúrgica del rito funerario alemán: Aus der Erde sind wir genommen, zur Erde sollen wir wieder werden, Erde zu Erde, Asche zu Asche, Staub zu Staub ('de la tierra venimos y en tierra hemos de volver a convertirnos, tierra a la tierra, ceniza a la ceniza, polvo al polvo'), adaptación de un pasaje bíblico (Génesis, 3:19).
La letra, de difícil interpretación, describe una crucifixión en la que la víctima promete resucitar a los 10 días para perseguir a alguien y hacerle suplicar clemencia.

## Contenido del sencillo

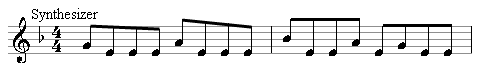
Melodía de sintetizador de Asche zu Asche.

1. «Asche zu Asche»  (Versión de estudio)
2. «Spiel mit mir»  (Versión en vivo)
3. «Laichzeit»  (Versión en vivo)
4. «Wollt ihr das Bett in Flammen sehen?»  (Versión en vivo)
5. «Engel»  (Versión en vivo)
6. «Asche zu Asche»  (Versión en vivo)

- Datos: Q607177